# Mörbid Carnage
Mörbid Carnage ist eine ungarische Thrash-Metal-Band aus Szeged und Budapest, die im Jahr 2007 gegründet wurde.

## Geschichte
Die Band wurde im Jahr 2007 von drei Mitgliedern der Black-Metal-Band Fagyhamu, sowie einem Mitglied der Thrash-Metal-Band Concrete gegründet. Das erste Demo wurde im Winter 2007 und 2008 aufgenommen. Das Demo sollte der Anteil zu der erscheinenden Split-Veröffentlichung Thrash Legions Hungary werden, das im April 2008 über Stygian Shadows Production veröffentlicht wurde. Im Sommer verließ Gitarrist Obscurity die Band und wurde im Herbst durch Disguster ersetzt. Mitte 2009 begannen die Aufnahmen zum Debütalbum Night Assassins. Nach den Aufnahmen erreichte die Band einen Vertrag mit Pulverised Records und veröffentlichte das Album im Jahr 2010.

## Stil
Die Band spielt klassischen, sehr schnell gespielten Thrash Metal. Die Werke lassen sich mit den Stücken von anderen Bands des Genres wie Slayer, Nuclear Assault, Kreator und Exodus vergleichen.

## Diskografie
- 2008: Thrash Legions Hungary (Split mit Concrete, Stygian Shadows Production)
- 2010: Night Assassins (Album, Pulverised Records)
- 2010: Live in Blue Hell (DVD, Eigenveröffentlichung)
- 2013: Merciless Conquest (Album, Metalhit.com)